# Nedunthivu
Nedunthivu (Tamil நெடுந்தீவு = „lange Insel“), zeitweise Delft, ist eine Insel in der Palkstraße im Norden Sri Lankas.

## Lage
Nedunthivu liegt als westlichste der größeren Inseln, die der Jaffna-Halbinsel vorgelagert sind, in der zwischen Sri Lanka und Indien gelegenen Palkstraße. Nedunthivu ist nur ca. 50 km (Luftlinie) von der südindischen Stadt Rameswaram entfernt. Die flache, ca. 45 km² große, ovale Insel ist ungefähr 8 km lang und bis zu 6 km breit. Vorgelagert sind Sandbänke und Korallenriffe. Das Klima ist tropisch heiß; Regen fällt nur in den Monsunmonaten Oktober bis Dezember. Ihre Nachbarinsel ist Nainativu mit dem Nagapooshani-Amman-Tempel als Pilgerziel.

## Bevölkerung
Nach der Volkszählung des Jahres 2012 hat die Insel 3819 Einwohner, fast allesamt Sri-Lanka-Tamilen. Ungefähr die Hälfte der Einwohner sind Katholiken, der Rest größtenteils Hindus.

## Wirtschaft
Die Lebensgrundlage der wenigen, überwiegend an der Nordküste lebenden Einwohner bildet außer dem Fischfang der Anbau von Papayas und Bananen. In dem semiariden Umfeld wurden Palmen zu verschiedenen Zwecken genutzt – z. B. zum Flechten von Matten, Körben, Seilen etc. 

## Geschichte
Die Jaffna-Halbinsel wurde im Jahr 1658 für Portugal durch den Niederländer Rijklof van Goens erobert. Die acht größten Inseln vor der Küste erhielten niederländische Namen, so wie Nedunthivu den Namen „Delft“ (nach der gleichnamigen niederländischen Stadt), der als einziger international noch gebräuchlich ist. Später geriet die Insel unter die Kontrolle der Briten.
Im Bürgerkrieg in Sri Lanka (1983–2009) war Nedunthivu mehrfach zwischen Regierungstruppen und LTTE-Rebellen umkämpft. Auch indische Fischer, die die Fischgründe um Nedunthivu nutzen, wurden wiederholt in den Konflikt involviert.

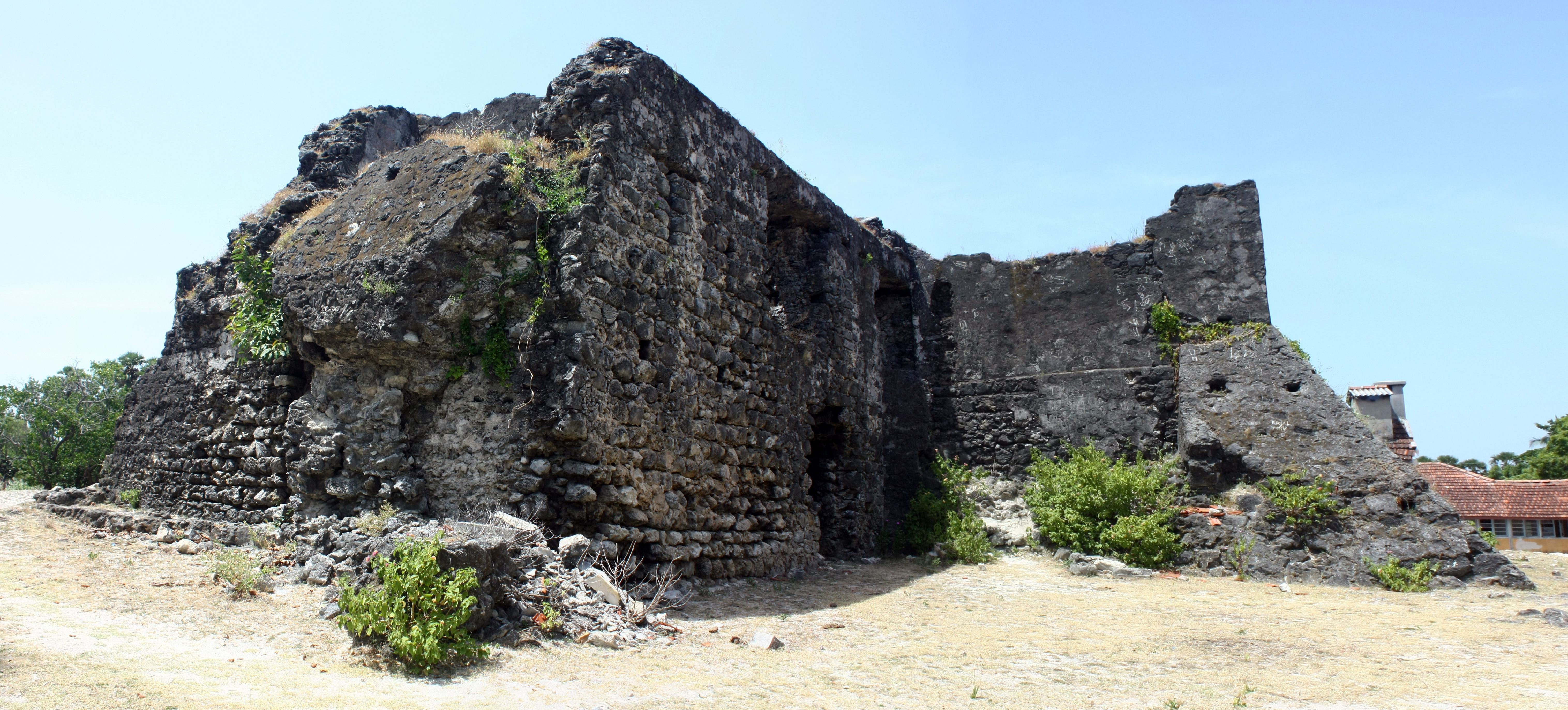
Niederländisches Fort

## Sehenswürdigkeiten
- Die Strände der Insel sind kaum erschlossen.
- Die Ruinen einer niederländischen Festung sind kaum noch erkennbar.

## Söhne und Töchter
- Rayappu Joseph (1940–2021), römisch-katholischer Bischof von Mannar.